# 古在由秀
古在由秀（日语：／ Kozai Yoshihide，1928年4月1日—2018年2月5日）是一位日本天文學家，也是東京大學名譽教授、國立天文台名譽教授、綜合研究大學院大學名譽教授、群馬縣立群馬天文台名譽台長、日本科學院院士、文化功勞者。
古在由秀曾任東京大學東京天文台教授、東京大學東京天文台台長（第12代）、國立天文台台長（第1代）、國際天文學聯合會會長、群馬縣立群馬天文台台長。
1979年，小行星3040以古在由秀來命名。

## 經歷
1963年，他成為東京大學附屬東京天文台的助理教授，同年獲得朝日獎。1965年，他成為附屬於東京天文台國內人造衛星計算設施主任。1966年，擔任東京大學附屬東京天文台教授。1973年，擔任東京天文台附屬堂平天文台台長。 1979年6月11日，他因對土星衛星、人造衛星和小行星運動的研究獲得日本學士院獎和恩賜獎。1980年，成為日本科學院院士。
1981年，他成為東京大學附屬東京天文台台長。1988年7月，東京天文台與名古屋大學空電研究所第三部門合併成為國立天文台。 1988年8月，他成為第一位成為國際天文學聯合會主席的日本人。1991年，辭去國際天文學聯合會主席職務。1994年，辭去國家天文台台長。
1997年，他成為群馬縣立群馬天文台台長。2002年，獲得勲二等瑞寶章。2009年，文化功労者。2010年，被選為三鷹市名譽市民。2012年，他成為群馬縣立群馬天文台名譽台長。
2018年2月5日午後6時15分，古在由秀於東京都醫院病逝，叙正四位。

## 貢獻
古在由秀在1962年分析小行星的軌道時發現天體力學中導致軌道傾角和離心率的周期性變化，也就是出現近心點參數振盪的機制，後來稱為古在機制。

## 外部連結
- 古在由秀氏ロングインタビュー 第1回：高校時代までPDF - 天文月報2015年4月号 （页面存档备份，存于）に掲載。
- 古在由秀氏ロングインタビュー 第2回：大学時代から若手研究者時代PDF - 天文月報2015年5月号 （页面存档备份，存于）に掲載。
- 古在由秀氏ロングインタビュー 第3回：渡米と古在機構PDF - 天文月報2015年6月号 （页面存档备份，存于）に掲載。
- 古在由秀氏ロングインタビュー 第4回：台長時代（1）PDF - 天文月報2015年7月号 （页面存档备份，存于）に掲載。
- 古在由秀氏ロングインタビュー 第5回：台長時代（2）PDF - 天文月報2015年8月号 （页面存档备份，存于）に掲載。